# Eiðar
Eiðar est une localité islandaise de la municipalité de Fljótsdalshérað située à l'est de l'île. Le village compte 30 habitants.